# Ansley Cargill
Pour les articles homonymes, voir Cargill (homonymie).
Ansley Cargill est une joueuse de tennis américaine, née le 5 janvier 1982 à Atlanta.

## Carrière
Elle a remporté quatre tournois ITF en simple et quatre en double.
Elle a aussi disputé la finale de l'Open du Japon 2003 avec Ashley Harkleroad, perdant en finale face à Maria Sharapova et Tamarine Tanasugarn.
Sa meilleure performance en simple est en quart de finale à l'Open de Sarasota, où elle bat Patty Schnyder et Tamarine Tanasugarn avant de perdre face à Nathalie Dechy.

## Palmarès

### Titre en double dames
Aucun

### Finale en double dames
| No | Date       | Nom et lieu du tournoi | Catégorie | Dotation  | Surface    | Vainqueures                         | Partenaire        | Score     |          |
| -- | ---------- | ---------------------- | --------- | --------- | ---------- | ----------------------------------- | ----------------- | --------- | -------- |
| 1  | 29-09-2003 | AIG Japan Open Tokyo   | Tier III  | 170 000 $ | Dur (ext.) | Maria Sharapova Tamarine Tanasugarn | Ashley Harkleroad | 7-61, 6-0 | Parcours |

## Parcours en Grand Chelem

### En simple dames
| Année | Open d'Australie | Open d'Australie | Internationaux de France | Internationaux de France | Wimbledon       | Wimbledon   | US Open         | US Open             |
| ----- | ---------------- | ---------------- | ------------------------ | ------------------------ | --------------- | ----------- | --------------- | ------------------- |
| 2000  | -                | -                | -                        | -                        | -               | -           | 1er tour (1/64) | Dawn Buth           |
| 2001  | -                | -                | -                        | -                        | -               | -           | 1er tour (1/64) | Ai Sugiyama         |
| 2002  | 1er tour (1/64)  | Venus Williams   | -                        | -                        | -               | -           | 1er tour (1/64) | Francesca Schiavone |
| 2003  | 2e tour (1/32)   | Venus Williams   | 1er tour (1/64)          | Rita Grande              | 1er tour (1/64) | Mary Pierce | 1er tour (1/64) | Laura Granville     |
| 2004  | 1er tour (1/64)  | Anabel Medina    | -                        | -                        | -               | -           | -               | -                   |

À droite du résultat, l’ultime adversaire.

### En double dames
| Année | Open d'Australie              | Open d'Australie      | Internationaux de France   | Internationaux de France  | Wimbledon                 | Wimbledon                 | US Open                      | US Open                   |
| ----- | ----------------------------- | --------------------- | -------------------------- | ------------------------- | ------------------------- | ------------------------- | ---------------------------- | ------------------------- |
| 2001  | -                             | -                     | -                          | -                         | -                         | -                         | 1er tour (1/32) L. Granville | Justine Henin Shaughnessy |
| 2002  | -                             | -                     | -                          | -                         | -                         | -                         | 3e tour (1/8) A. Harkleroad  | V. Ruano Paola Suárez     |
| 2003  | -                             | -                     | -                          | -                         | -                         | -                         | 2e tour (1/16) C. Wheeler    | Nadia Petrova Mary Pierce |
| 2004  | 1er tour (1/32) A. Harkleroad | B. Schett P. Schnyder | 2e tour (1/16) Nana Miyagi | S. Kuznetsova Likhovtseva | 2e tour (1/16) C. Wheeler | Els Callens Petra Mandula | 2e tour (1/16) Nana Miyagi   | B. Stewart S. Stosur      |

Sous le résultat, la partenaire ; à droite, l’ultime équipe adverse.

### En double mixte
| Année | Open d'Australie | Open d'Australie | Internationaux de France | Internationaux de France | Wimbledon | Wimbledon | US Open                      | US Open               |
| 2003  | -                | -                | -                        | -                        | -         | -         | 1er tour (1/16) Brian Vahaly | V. Ruano Mark Knowles |

Sous le résultat, le partenaire ; à droite, l’ultime équipe adverse.

## Classements WTA en fin de saison

### En simple
| Année | 1998 | 1999 | 2000 | 2001 | 2002 | 2003 | 2004 | 2005 | 2006 |
| Rang  | 656  | 380  | 302  | 233  | 125  | 103  | 240  | 299  | 215  |

Source : (en) « Classements de Ansley Cargill », sur le site officiel du WTA Tour

### En double
| Année | 1998 | 1999 | 2000 | 2001 | 2002 | 2003 | 2004 | 2005 | 2006 |
| Rang  | 335  | 335  | 335  | 268  | 148  | 121  | 93   | 271  | 272  |

Source : (en) « Classements de Ansley Cargill », sur le site officiel du WTA Tour